# Aufenau
Aufenau ist mit etwa 1800 Einwohnern neben der Kernstadt der größte Stadtteil von Wächtersbach im hessischen Main-Kinzig-Kreis und mit Hesseldorf, Neudorf (mit dem Weiler Kinzighausen) und Weilers eine seiner fünf Talgemeinden. Drei weitere Ortsteile, Wittgenborn, Waldensberg und Leisenwald, liegen auf der Spielberger Platte, einer der ersten Anhöhen des Vogelsberges.

## Geografie

### Geografische Lage
Das Straßendorf Aufenau befindet sich rund einen Kilometer südöstlich der Kernstadt Wächtersbach auf der linken, der südlichen Seite des Kinzigtals, am Rande einer ausgedehnten Kinzigaue und am Fuße des südlich angrenzenden Spessarts, dem Unteren Vogelsberg gegenüber. Von West nach Osten durchzieht die Landesstraße 3216 den Ort. Sie stellt im Westen die Verbindung zur Bundesstraße 276 dar, die zur Eisernen Hand (Straßenkreuzung an der Mündung des von Bad Orb kommenden Aubaches in die Kinzig) und weiter nach Wirtheim führt.

### Nachbargemeinden
Die Kreisstraße K 886 verbindet den Ortsteil Aufenau im Norden mit den Wächtersbacher Ortsteilen Kinzighausen und Neudorf. Im Osten grenzt Aufenau an die Gemeinde Bad Soden-Salmünster. Die Kreisstraße 887 führt im Südosten über den Aufenauer Berg zur Nachbarstadt Bad Orb und im Westen liegt die Kernstadt Wächtersbach.
| Wächtersbach | Neudorf                                     | Salmünster |
| Wächtersbach | Kompassrose, die auf Nachbargemeinden zeigt |            |
| Wirtheim     | Altenburg (Hofgut)                          | Bad Orb    |

## Geschichte

### Ortsname
Die älteste bekannte Erwähnung fand der Ort um das Jahr 900 als Huvenowa und im Jahr 1167 als Uvenowe, in einer Aufzählung von Besitztümern des Klosters Schlüchtern in einer Urkunde Herolds von Hochheim, dem Bischof von Würzburg (1165–1171). Eine weitere urkundliche Erwähnung erfolgte im Jahr 1376 in einem Lehensrepetitorium des Klosters Schlüchtern als latinisiertes Ubena. 1534 erfolgte die Nennung in einer Lehnsurkunde als Auffenaw, ab Anfang des 17. Jahrhunderts dann fast ausschließlich in der heutigen Form Aufenau.
Der Name Aufenau bezeichnete wahrscheinlich ursprünglich einen auf einer Au gelegenen Bauernhof. Zur Namensbildung gibt es verschiedene Deutungen, höchstwahrscheinlich bedeutet der althochdeutsche Name Hov-wenowa, dass es sich um einen Hof in den Auwiesen der Kinzig handelte, anderen Quellen zufolge soll Uffenuffa die Kurzform für „Hof des Uffo“ sein. Da die deutsche Landschaft bis ins 16. Jahrhundert stark bewaldet war und Siedlungen entlang von Flüssen und auf natürlichen Plateaus in der Nähe der Flüsse üblich waren, kann diese Annahme, dass es sich um eine Ansammlung von Höfen in einer Flussaue handelt, durchaus zutreffen.

### Mittelalter
Das Gericht Aufenau, zu dem Aufenau, Neudorf, Hain bei Wächtersbach – das im Dreißigjährigen Krieg niedergebrannt wurde und unterging – und Schloss Kinzighausen gehörten, war ursprünglich ein Reichsgut, das an die Herren von Lißberg kam. 1365 war es als Lehen im Besitz der Herren Forstmeister von Gelnhausen im Ritterkanton Mittelrhein.
Die Herren Forstmeister von Gelnhausen waren Ministeriale, die ursprünglich als Unfreie im Dienst des Kaisers bzw. des Klerus in der Reichsstadt Gelnhausen standen. Ihr Sitz war das Schloss Kinzighausen auf einer Insel in der Kinzig, unweit von Aufenau, meist das Blaue Wunder genannt. Offensichtlich hatten es die Herren von Kinzighausen zu ansehnlichem Wohlstand gebracht, da sie den Bau der Marienkirche unterstützten und sie als eigene Grablege nutzten.

### Neuzeit

#### Ysenburger und von Forstmeister
Ab dem 16. Jahrhundert kam es immer wieder zu Zwistigkeiten mit den benachbarten, stetig an Macht und Einfluss gewinnenden Grafen von Ysenburg in Wächtersbach, denen die reichen Ministerialen „von Forstmeister“, südlich der Kinzig ein Dorn im Auge waren.
Ähnlich wie Graf Anton von Ysenburg trat 1544 auch Friedrich von Forstmeister zum lutherischen Glauben über. „Seine beiden Brüder blieben katholisch“. Damit war auch das Patronatsrecht über die Kirche zu Aufenau zwischen der katholischen und der evangelischen Linie der Forstmeister geteilt. Als Untertanen mussten die Aufenauer den jeweiligen Grundherren auch im Glauben folgen (Cuius regio, eius religio – lateinisch: Wessen Gebiet, dessen Religion). Sie blieben also teils katholisch oder wurden mit dem Herren Friedrich von Forstmeister evangelisch. Diese strenge konfessionelle Trennung innerhalb des Dorfes hielt bis ins 20. Jahrhundert an.
Im Jahre 1649, nach dem Dreißigjährigen Krieg, verkaufte der lutherische Johann von Forstmeister seinen Teil der Rechte an der Aufenauer Kirche an seinen katholischen Verwandten Lukas Heinrich von Forstmeister. Der daraus resultierende Kirchenstreit zu Aufenau um die Benutzung der Kirche und die freie Religionsausübung zog sich über drei Jahrzehnte hin und wurde zur Entscheidung bis in die Reichsstände hinein getragen. Der am 23. November 1683 erzielte Vergleich regelte sehr detailliert, in 30 Einzelpunkten, das Verhältnis der beiden Kirchen zueinander. Durch eine gleichmäßige Aufteilung des Pfarreivermögens, die gemeinsame Nutzung von Chor und Schiff der Kirche, eine zeitliche Zuordnung von Gottesdienstzeiten für die Konfessionen und schließlich eigene Schlüssel für jede der Parteien wurde eine dauerhafte, friedliche Regelung in einer Simultankirche erreicht. Auch die wenigen Wächtersbacher Katholiken nutzten über Jahrhunderte hinweg, bis zur späten Errichtung eines eigenen Gotteshauses Anfang des 20. Jahrhunderts, die Kirche in Aufenau.

#### Straße und Postverkehr
Aufenau lag an der ehemaligen Reichsstraße, der Via Regia, die von Frankfurt am Main nach Leipzig (und weiter bis Kiew führte). Es war im Mittelalter bis in die Neuzeit eine der wichtigsten Verbindungen nach Mitteldeutschland. Reste dieser Straße sind nur noch mit ortskundiger Führung auszumachen bzw. vor dem Museum in Steinau zu finden. Als 1616 durch Thurn und Taxis auf der Via Regia ein fester Postkurs auf der Strecke Frankfurt – Leipzig eingerichtet wurde, gab es in Aufenau, im Gegensatz zu Salmünster, keine Posthalterei, sondern lediglich eine Tränke für das Pferdegespann direkt an der Frankfurter Straße vor dem Gaststätte „Wittelsbacher Hof“. Vielleicht war daher an dieser Stelle, ähnlich wie in Wirtheim, eine Zustiegsmöglichkeit. Die Aufnahme des viel günstigeren und leistungsfähigeren Bahnbetriebs auf der Linie Hanau – Fulda 1868 brachte das Ende des Fahr- und des Reisepostverkehrs mit sich; die Tränke überdauerte noch bis ins 20. Jahrhundert.
Ab 1764 wurde die Landstraße von Frankfurt am Main nach Fulda, die durch Aufenau führte, als eine der ersten Straßen in Hessen zu einer Chaussee ausgebaut. In Aufenau wurde hierzu die Straßenführung um die Kirche geändert und eigens eine entsprechende, heute noch sehr gut erhaltene Stützwand gebaut, um die noch heute geltende Straßenführung zu ermöglichen. Hierzu wurde der damalige, kirchennahe Friedhof entfernt, der Hügel hinter der Kirche angeschnitten und eine aus Mauerwerk erstellte Stützwand errichtet. Die Straße wurde statt durch die heutige Marienstraße nun direkt an der Kirche vorbeigeführt. Die für damalige Verhältnisse enorme Breite der Straße galt als Sensation. So trug die Landstraße auch zu einer merklichen Entwicklung von Aufenau bei.
Im Dreißigjährigen Krieg wurde Aufenau mehrfach Opfer von Plünderungen und Besetzungen. Gegen Ende des Krieges, im Jahr 1646, versuchten die Bewohner Aufenaus sich der wiederholten Überfälle zu erwehren, über Erfolg oder Misserfolg ist jedoch nichts bekannt.
1781 trennten sich die Herren von Forstmeister von ihrer über Jahrhunderte gehaltenen Residenz und verkauften Aufenau an Kurmainz, das es 1787 mit dem Kurstaat vereinigte.

#### Napoleonische und bayerische Epoche
1807 wurde Aufenau durch den Frieden von Tilsit dem Königreich Westphalen, unter Jérôme Bonaparte zugeschrieben. Auf dem Rückzug von der Völkerschlacht bei Leipzig, Ende Oktober 1813 durchfluteten französische Verbände Aufenau. Sie schleppten Fleckfieber ein und plünderten die Kirche und diverse Höfe.
Durch den Frieden von Paris von 1814, als Folge der für Napoleon verlorenen Völkerschlacht bei Leipzig, wurde Aufenau mit den benachbarten Orten Bad Orb, Wirtheim und Kassel dem Königreich Bayern zugeschlagen. Diese Regelung wurde durch den Wiener Kongress (1814/15) bestätigt. 1866 wurde Aufenau, im Ergebnis des für Bayern verlorenen Preußisch-Österreichischen Krieges, vom Königreich Preußen annektiert und in seine Provinz Hessen-Nassau und den Kreis Gelnhausen eingegliedert.

#### Erster und Zweiter Weltkrieg
Der Erste Weltkrieg ging nicht spurlos an Aufenau vorüber. So wurde durch die Rohstoffknappheit im Reich das Glockengeläut der Kirche abgeholt (→ Glockenfriedhof), lediglich eine kleine Glocke ließ man für Gottesdienste etc. zurück. Im Herbst 1918 forderte die Spanische Grippe in Aufenau sehr viele Todesopfer.
Zwischen den Weltkriegen wurde die Hauptstraße (heutige Frankfurter und Leipziger Straße) Teil der Reichsstraße 40 und war damit für über 50 Jahre wichtigste Straße zwischen Fulda und Frankfurt.
Gegen Ende des Zweiten Weltkriegs geriet Aufenau durch die Nähe zur Kinzigtalbahn und die zu militärischen Anlagen, wie die Kaserne der Panzerabwehrabteilung 9 in Gelnhausen und dem Fliegerhorst Rothenbergen immer mehr ins Visier alliierter Jagdbomberangriffe. Dabei wurden trotz Verbotes gemäß der Haager Landkriegsordnung auch Bauern bei der Ernte unter Bordwaffenfeuer genommen. Am 27. März 1945 schossen amerikanische Tiefflieger ein Wohnhaus und eine Scheune in Brand, wobei das Wohnhaus schwer beschädigt und die Scheune zerstört wurde. Die vorrückende Westfront erreichte an Ostern 1945 Aufenau. Die 3. US-Armee unter General Patton rückte von Hanau mit Hauptstoßrichtung Vogelsberg vor und traf auf die Reste der 7. Armee unter General Hans von Obstfelder, die sich mit den Amerikanern im Raum Main-Kinzig und Vogelsberg im März und April schwere Abwehrkämpfe lieferte. Nach der letzten Panzerschlacht auf der Spielberger Platte griff am Karsamstag die amerikanische Artillerie Aufenau an und beschädigte den Ort schwer. Vorrückende gepanzerte Spähfahrzeuge wurden am Morgen des Ostersonntag von verschanzten deutschen Soldaten beschossen, daraufhin wurde schweres Artilleriefeuer auf Aufenau gelegt. Einigen Dorfbewohnern ist es durch ihren beherzten Einsatz zu verdanken, dass die verbliebenen deutschen Soldaten sich, ohne weiter Widerstand zu leisten, über Nacht absetzten und der Ort daraufhin von den Amerikanern kampflos besetzt werden konnte.
Nach der Besetzung wurden Soldaten der U.S. Air Force, die die Fliegerhorste in Rothenbergen und Gelnhausen inspizierten, in Aufenau einquartiert.

#### Entwicklung seit dem Zweiten Weltkrieg
Nach dem Ende des Zweiten Weltkriegs wurden 316 Heimatvertriebene in Aufenau untergebracht, von denen 252 in Aufenau eine dauerhafte Heimat fanden. Mit dem „Wirtschaftswunder“ der 1950er und 1960er Jahre wurde die Strecke von Fulda nach Frankfurt immer wichtiger und somit die Straßenführung immer weiter ausgebaut. Bis zum Bau der A 66 wurde die B 40 durch Aufenau wichtigste Verbindung aus dem Rhein-Main-Gebiet nach Osthessen.
Im Zuge der Gebietsreform wurde am 1. April 1971 die bis dahin selbständige Gemeinde Aufenau auf freiwilliger Basis als Stadtteil in die Stadt Wächtersbach eingemeindet. Damit besteht die Stadt Wächtersbach aus 8 Stadtteilen. Für alle Stadtteile wurde je ein Ortsbezirk mit Ortsbeirat und Ortsvorsteher nach der Hessischen Gemeindeordnung eingerichtet.

#### Die erste deutsche Weichkäsefabrik in Aufenau

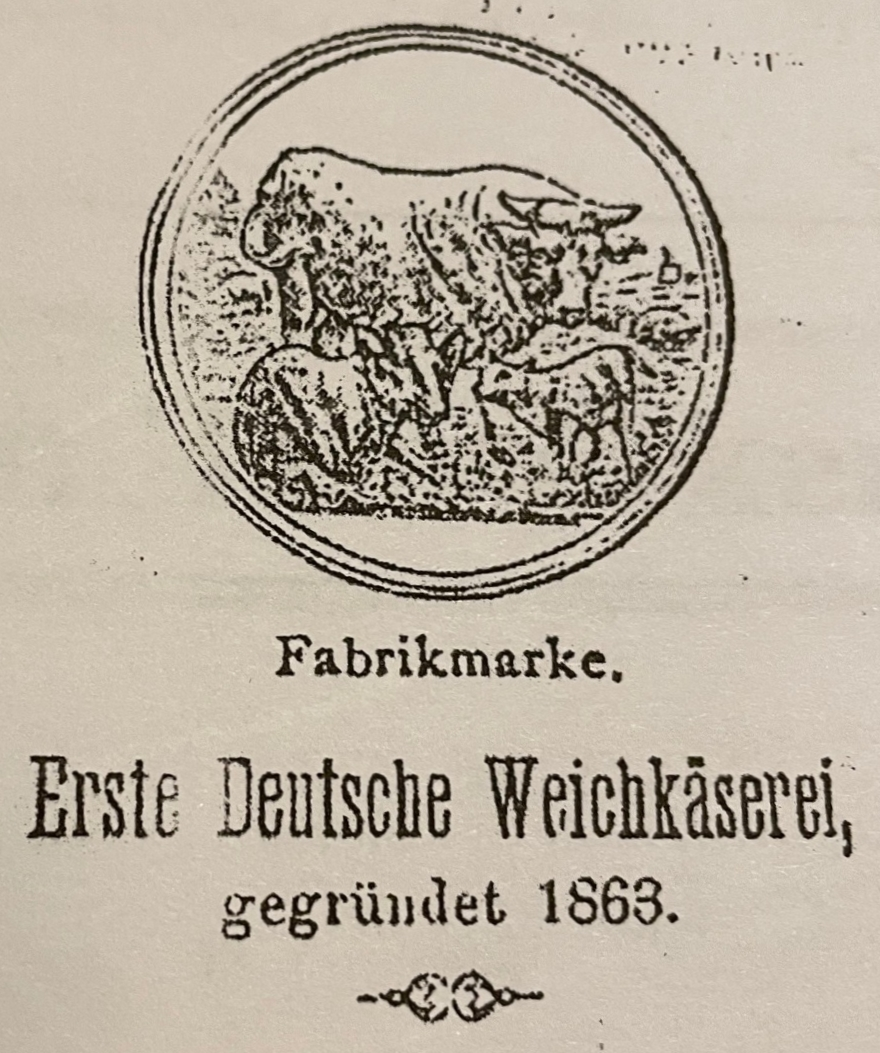
Firmenlogo der „Weichkäserei Nic. Adnot Nachfolger“ in Aufenau

Die Geschichte um die Erforschung des Weichkäses in Deutschland beginnt mit Justus von Liebig (1803–1873). Ab dem Jahr 1836 beschäftigte er sich der an der Universität Gießen lehrende Liebig mit der Erforschung der Gärung von Weichkäse. In Gießen lehrte auch der aus der französischen Schweiz stammende Sprachlehrer und mit Liebig befreundete Professor Nicolaus Adnot (1798–1869), der „…in Deutschland eine neue Heimat fand“. Durch Liebig lernte Adnot das ländliche Aufenau kennen. 1863 erwarb er dort den ehemaligen Sitz der Herren Forstmeister von Gelnhausen und siedelte sich dort an. Der Ort schien ihm, „… nach ähnlichen gescheiterten Versuchen an anderen Orten …“, aufgrund der erwarteten guten Milchqualität im Kinzigtal und der Region des südlichen Vogelsbergs sehr geeignet für seine Pläne zur Aufnahme einer Weichkäseproduktion.
In dem ehemaligen Adelssitz, dem Adnot den Namen „Villa Blumenau“ gab, baute er eine Käserei auf. Die dort seit 1863 hergestellten Käseprodukte: Fromage de Brie, Blauschimmel oder Neufchateller erfreuten sich bald eines guten Rufes. Aufenau war damit der erste Ort in Deutschland in dem, seit 1863, Weichkäse produziert wurde; (damals waren Marken und Herkunftsbezeichnungen, wie etwa „Brie“, noch nicht streng geschützt).
Professor Adnot war verheiratet mit Carolina, geb. Cloette. Er starb am 3. Juni 1869 und wurde, ebenso wie später seine Frau und auch weitere Mitglieder der Familie, auf dem alten Aufenauer Friedhof bestattet. Nach Adnots Tod ging die Käserei am 21. Juni 1869 auf seinen Schwiegersohn und bisherigen Prokuristen, den Kaufmann Johann Gottfried Reinhardt über. Reinhardt führte die Produktion bis nach dem Tod von Adnots Witwe Carolina (19. September 1877) weiter und verkaufte sie am 11. Dezember 1878 an den Wächtersbacher Kaufmann Louis Prinz. Bei der Übernahme zahlte Prinz allein für das Geheimnis der Käsefabrikation 15.000 Mark. Mit dessen Sohn Heinrich Prinz als Prokuristen „blühte das Unternehmen, unter dem Namen Erste Deutsche Weichkäserei, Nic. Adnot Nachfolger, gegründet 1863 mächtig auf“.
Die Villa Blumenau musste aufgestockt werden, „zeitweise wurden 20 bis 30 Leute Beschäftigt“, die den ganzen Produktionszyklus abbildeten, von der Milchannahme über die einzelnen Verarbeitungsschritte bis zur Herstellung von Matten und Horden für die Lagerung und zum Flechten von Körben für die Verpackung. Der Käse wurde, seit 1879, auf nationalen wie internationalen Ausstellungen präsentiert und errang hohe Auszeichnungen, so 1879 und 1884 bei der Deutschen Molkereiausstellung jeweils eine Silbermedaille, bei der Fach-Ausstellung und Internationalen Ausstellung in Köln je eine Goldmedaille. Exportiert wurde er bis nach Schweden und Italien, lokal geschah der Vertrieb teilweise über „Käse-Weibchen“, die in „Körben und Kiezen“ den Käse zu den Kunden brachten. Der Betrieb verarbeitete zeitweise, gemeinsam mit dem Nebenbetrieb in Bad Soden-Salmünster (bis 1913), bis zu 5.000 Liter Milch täglich. Die Produktpalette umfasste: Brie, Neufchateller, Frühstückskäse, Caprera (Camembert mit Blauschimmel), Gervais und Butter. Der Brie wurde in Torten bis zu 3 kg Gewicht hergestellt und in Weidenkörben versandt.
Schon fünf Jahre nach Übernahme der Käsefabrikation in Aufenau, 1883 engagierten sich Vater Louis und Sohn Hermann Prinz auch in Sachsen, durch Übernahme der Lehrmeierei und französischen Käserei Heinrichsthal. Später kam eine weitere Produktionsstelle in Gensungen bei Kassel hinzu. Nach dem Tod von Louis Prinz ging der Betrieb an seinen Sohn Carl Prinz und den Schwiegersohn Johann Heinrich Kautz über. Er blieb dann in der Familie Kautz, bis zur Verpachtung an die Großmolkerei MoHa/Frankfurt.
Das Milcheinzugsgebiet für die Aufenauer Käserei umfasste anfangs 20 Ortschaften des südlichen Vogelsberges. Eine Neueinteilung im Dritten Reich reduzierte die Zahl der liefernden Ortschaften auf nur noch Aufenau und drei nächstliegende Ortschaften: Neudorf, Weilers und Hesseldorf, entsprechend einer Milchmenge von 2000 Liter täglich. Das könnte einer Weichkäsemenge von etwa 250 kg entsprechen. Nach dem Krieg ging die Milchmenge auf unter 600 Liter zurück und machte schrittweise die Produktion gänzlich unrentabel. Der Betrieb stellte 1955 die Produktion ein.
Das historische Gebäude, die Villa Blumenau, die vom Adelssitz der Herren Forstmeister von Gelnhausen zur ersten deutschen Weichkäsefabrik verwandelt wurde, war später, noch bis in die 1970er Jahre hinein, ein Gasthaus im Zentrum von Aufenau.

## Bevölkerung

### Einwohnerstruktur 2011
Nach den Erhebungen des Zensus 2011 lebten am Stichtag dem 9. Mai 2011 in Aufenau 1839 Einwohner. Darunter waren 201 (10,9 %) Ausländer.
Nach dem Lebensalter waren 342 Einwohner unter 18 Jahren, 765 zwischen 18 und 49, 390 zwischen 50 und 64 und 342 Einwohner waren älter. Die Einwohner lebten in 771 Haushalten. Davon waren 207 Singlehaushalte, 246 Paare ohne Kinder und 231 Paare mit Kindern, sowie 72 Alleinerziehende und 18 Wohngemeinschaften. In 150 Haushalten lebten ausschließlich Senioren und in 531 Haushaltungen lebten keine Senioren.

### Einwohnerentwicklung
- 1812: 207 Feuerstellen, 746 Seelen[1]

| Aufenau: Einwohnerzahlen von 1812 bis 2021 | Aufenau: Einwohnerzahlen von 1812 bis 2021 | Aufenau: Einwohnerzahlen von 1812 bis 2021 | Aufenau: Einwohnerzahlen von 1812 bis 2021 | Aufenau: Einwohnerzahlen von 1812 bis 2021 |
| --- | ------------------------------------------ | ------------------------------------------ | ------------------------------------------ | ------------------------------------------ |
| Jahr |                                            |                                            |                                            | Einwohner                                  |
| 1812 | 1812                                       |                                            | 746                                        | 746                                        |
| 1834 | 1834                                       |                                            | 775                                        | 775                                        |
| 1840 | 1840                                       |                                            | 677                                        | 677                                        |
| 1846 | 1846                                       |                                            | 650                                        | 650                                        |
| 1852 | 1852                                       |                                            | 623                                        | 623                                        |
| 1858 | 1858                                       |                                            | 546                                        | 546                                        |
| 1864 | 1864                                       |                                            | 548                                        | 548                                        |
| 1871 | 1871                                       |                                            | 524                                        | 524                                        |
| 1875 | 1875                                       |                                            | 535                                        | 535                                        |
| 1885 | 1885                                       |                                            | 523                                        | 523                                        |
| 1895 | 1895                                       |                                            | 518                                        | 518                                        |
| 1905 | 1905                                       |                                            | 592                                        | 592                                        |
| 1910 | 1910                                       |                                            | 591                                        | 591                                        |
| 1925 | 1925                                       |                                            | 680                                        | 680                                        |
| 1939 | 1939                                       |                                            | 686                                        | 686                                        |
| 1946 | 1946                                       |                                            | 994                                        | 994                                        |
| 1950 | 1950                                       |                                            | 1.047                                      | 1.047                                      |
| 1956 | 1956                                       |                                            | 978                                        | 978                                        |
| 1961 | 1961                                       |                                            | 1.048                                      | 1.048                                      |
| 1967 | 1967                                       |                                            | 1.229                                      | 1.229                                      |
| 1970 | 1970                                       |                                            | 1.292                                      | 1.292                                      |
| 1980 | 1980                                       |                                            | ?                                          | ?                                          |
| 1990 | 1990                                       |                                            | ?                                          | ?                                          |
| 2000 | 2000                                       |                                            | ?                                          | ?                                          |
| 2011 | 2011                                       |                                            | 1.839                                      | 1.839                                      |
| 2021 | 2021                                       |                                            | 1.950                                      | 1.950                                      |
| Datenquelle: Historisches Gemeindeverzeichnis für Hessen: Die Bevölkerung der Gemeinden 1834 bis 1967. Wiesbaden: Hessisches Statistisches Landesamt, 1968. Weitere Quellen: ; Zensus 2011 |                                            |                                            |                                            |                                            |

## Religion

### Historische Religionszugehörigkeit
| • 1885: | 149 evangelische (= 18,49 %), 374 katholische (= 71,51 %) Einwohner |
| • 1961: | 270 evangelische (= 25,76 %), 767 katholische (= 73,19 %) Einwohner |

### Kirchen
Aufenau verfügt über eine römisch-katholische Kirche und eine evangelisch-lutherische Kirche.

### Glaubensgemeinschaften

#### Katholisch
Die Pfarrei „Schmerzhafte Mutter Gottes“ in Aufenau (dazu gehört auch die Filialkirche St. Johannes in Neudorf), ist eine eigenständige katholische Gemeinde. Sie wird von der Pfarrei Bad Orb aus mit betreut und ist Teil des Pastoralverbundes „St. Martin im Spessart“. Zu diesem Verbund gehören noch die Pfarrei St. Martin Bad Orb (mit Filialkirchengemeinde St. Jakobus Lettgenbrunn), die Pfarrei St. Martin Oberndorf (mit Filialkirchengemeinde „Zu Ehren des Kostbaren Blutes“ in Burgjoß und Filialkirchengemeinde die „Herz Jesu“ in Pfaffenhausen) sowie die Pfarrei St. Peter Mernes, die von Oberndorf mit betreut wird. Moderator des Pastoralverbundes ist Pfarrer Stefan Kümpel (Bad Orb).

#### Evangelisch
Das Gemeindegebiet der ehemaligen evangelischen Martin-Luther-Kirche Aufenau umfasste auch Neudorf, mit der Johannes-Kirche und Wirtheim, mit Kassel und der Emmaus-Kirche, einem Gottesdienst-Raum im „Bürgertreff“. Das Zentrum befand sich mit dem Mehrzweckraum sowie dem Pfarrhaus mit Pfarramt in Aufenau. Die Kirche wurde am 15. August 2023 entwidmet, die Kirchengemeinde zum 1. Januar 2024 mit Wächtersbach zusammengelegt.

#### Andere Gemeinschaften
Mitglieder anderer Glaubensgemeinschaften, insbesondere Muslime, Zeugen Jehovas und Anhänger christlicher Sekten (Nazarener), haben die Möglichkeit ihre religiösen Einrichtungen in Wächtersbach, Bad Orb oder Bad Soden-Salmünster aufsuchen.

## Politik

### Ortsbeirat
Für Aufenau besteht ein Ortsbezirk nach der Hessischen Gemeindeordnung.
Seit den Kommunalwahlen 2021 besteht eine Mehrheit der SPD im siebenköpfigen Ortsbeirat. Die derzeitige Ortsvorsteherin ist Angelika Schaub (SPD), ihr Stellvertreter ist Achim Freund (SPD). Neu im Ortsbeirat Aufenau sind 3 Vertreter der Freien Wächter.

### Wappen

Wappen Aufenau

Am 16. November 1965 wurde der Gemeinde Aufenau im damaligen Landkreis Gelnhausen, Regierungsbezirk Wiesbaden, ein Wappen mit folgender Blasonierung verliehen: In Blau ein goldener Doppelhaken, überhöht durch einen goldenen Adlerkopf, beseitet von goldenen Schindeln und rechts oben ein goldenes Kreuz.
Bedeutung
Es handelt sich um das Wappen der Herren Forstmeister von Gelnhausen, das mit Beschluss vom 10. Oktober 1964 als Gemeindewappen übernommen werden sollte, um die enge Verbundenheit der Gemeinde mit der Familie Forstmeister auszudrücken.
Der Adlerkopf ist zum einen eine Anspielung auf die Vorkommen von Seeadlern, die bis in die frühe Neuzeit in der Kinzigaue zu finden waren, zum anderen ist der Adler ein Symbol der adeligen Macht. Der Doppelhaken ist ein Symbol für die Wolfsangel, ein bis ins 19. Jahrhundert bei der Fallenjagd auf Wölfe, in den dichten Wäldern der Umgebung und auch anderswo übliches Jagdgerät. Das Ordenskreuz soll wahrscheinlich auf die Teilnahme an einem Kreuzzug hindeuten, was aber bisher unbestätigt ist, da es hierüber kaum Informationen gibt. Die über die Schildfläche verteilten acht Längsschindeln stehen höchstwahrscheinlich für die einzelnen Besitztümer der Herren Forstmeister von Gelnhausen bis zum Jahr 1503, anderen Quellen zufolge stehen sie für die Nachkommenschaft der Familie.

## Kultur und Sehenswürdigkeiten

### Bildung

#### Kindergarten
Zwischen 1995 und 2005 wurde die Infrastruktur im Ortsteil umfangreich saniert. Hierbei wurde von den Stadtplanern versucht, durch verkehrsleitende Maßnahmen im Bereich der Grundschule und des Kindergartens dem Ort einen 'Kern' hinzuzufügen.
Der Kindergarten Löwenzahn befindet sich direkt neben dem repräsentativen Gebäude der Grundschule. Er verfügt über insgesamt 75 Plätze. Die Kinder werden in drei Gruppen betreut. Davon sind zwei Kindergartengruppen (Ü3) und eine Krippengruppe (U3).

#### Schulen

##### Grundschule Aufenau
Aufenau ist, neben der Innenstadt, der einzige Stadtteil Wächtersbachs, der eine eigene Grundschule hat. Sie wird von knapp 90 Schülern besucht und verfügt über 4 Klassenräume sowie die notwendigen Fach- und Nebenräume.

##### Weiterführende Schulen
Im Stadtzentrum Wächtersbach befindet sich eine kooperative Gesamtschule, die Friedrich-August-Genth-Schule. Aufenau ist, wie alle anderen Ortsteile auch, mit Buslinien an das Schulzentrum der Innenstadt Wächtersbach angebunden.
Für den gymnasialen Abschluss steht das Grimmelshausen-Gymnasium Gelnhausen zur Verfügung.

### Museen
Ludwig-Nüdling-Museum
Ludwig Nüdling, ein Heimatdichter aus der Rhön (Herausgeber u. a. der Erstkommunionsschrift Kommunionsglöcklein), war in Aufenau zwischen 1907 und 1919 katholischer Gemeindevorsteher. In dieser Zeit verfasste er eine Anzahl von Gedichten und eucharistischen Texten, die in ganz Deutschland publiziert wurden.
Pfarrer i. R. Monsignore Franz Koska baute die Sammlung über Jahre hinweg auf und begründete damit das Nüdling-Museum, das im alten Pfarrhaus der katholischen Gemeinde neben der Kirche seine Heimat gefunden hat.

### Bauwerke und Einrichtungen

#### Kirche zur „Schmerzhaften Mutter Gottes“ (Marienkirche)
Im Jahr 1167, wird eine Basilika in Aufenau („basilica in uvenowe“) erstmals erwähnt. Heute steht an der Stelle der ehemaligen Basilika ein spätgotischer Saalbau aus dem 15. Jahrhundert.
Der eingezogener Chor der Kirche bildet einen Dreiachtelschluss. Über die Baugeschichte sind keine Urkunden bekannt. Auch von den barocken Änderungen des 18. und 19. Jahrhunderts liegt keine Dokumentation vor. Die Kirche ist der Schmerzhaften Mutter Gottes geweiht. Im Jahr 1891 fand eine umfassende Kirchenrenovierung im Stil des Historismus statt. Dabei wurde auf der Nordseite eine Sakramentskapelle angebaut, die heutige Sakristei. Das Kirchenschiff verfügt über eine kassettierte Flachdecke, der überlange Chor ist eingewölbt.
Der leicht seitlich versetzte, Turm, auf quadratischem Grundriss, gibt Raum für ein barockes Eingangsportal. Der Doppelzwiebelhelm des Turmes stammt aus dem Jahr 1755, in dem nach einem Brand (1750) die Kirche umfassend umgebaut wurde.
Zu den besonders wertvollen Stücken der Innenausstattung zählen:
- Das spätgotische Altarretabel, aus der mittelrheinischen Schule von etwa 1470[32] in Form eines Triptychons stellt auf der Feiertagsseite (bei geöffneten Flügelanhängen) die Krönung der Gottesmutter Maria dar. Der Retabel blickt auf einen lange Geschichte zurück, nachgewiesen ist, dass er 1513 in der damals gerade erweiterten Heilig-Kreuz-Kirche in Alsberg stand[33]. Anfang der 1990er Jahre wurde das Kunstwerk „vorbildlich restauriert“[34].
- Eine 1881 fertiggestellte[35] Ratzmann-Orgel[36]
- Zwei Epitaphien der Familie der Herren Forstmeister von Gelnhausen, in der SW-Ecke des Kirchenschiffes[37].

#### Villa Blumenau
Die Villa Blumenau, am Berghang oberhalb der katholischen Kirche gelegen, ist ein altes historisches Gebäude. Es war ursprünglich der Gerichtssitz der Adelsfamilie der Herren Forstmeister von Gelnhausen. Später, nach 1544 wurde es zum Wohnsitz des evangelischen Zweiges der Familie, während der katholische Zweig im „Blauen Wunder“ in Kinzighausen residierte. „Nach dem Aussterben der lutherischen Forstmeister im Jahre 1747“ wurde es Amts- und Verwaltungsgebäude. Im Jahre 1766 hatte darin ein Agent Katharinas der Großen, der deutsche Aussiedlungswillige anwarb, seinen Sitz. Mit Beginn der Bayerischen Zeit, 1814, war es eine Bayerische Zollstation.
Beim Umbau 1716 bekam das Gebäude im Wesentlichen „seine jetzige Form“. Den Namen Villa Blumenau gab dem Gebäude 1863 Professor Nicolaus Adnot, bei der Gründung seiner Weichkäserei in diesem Gebäude, das am Hang lag. Unter den Einheimischen machte schnell der Name Käsberg die Runde, der auch geblieben ist. Adnots Nachbesitzer des Gebäudes, Louis Prinz stockte es, für Zwecke seines wachsenden Käsereibetriebes „…vor der Jahrhundertwende zu ihrer jetzigen Größe“ auf.
Um das Gebäude herum lag ein ausgedehntes Gartengelände. Im Jahr 1959 erwarb die „evangelisch-lutherische Kirchengemeinde Aufenau“ einen Teil davon und baute darauf ihr Gemeindezentrum mit Kirche, Pfarrhaus und Gemeinderäumen.

#### Weitere Bauwerke und Einrichtungen
- Grundschule Aufenau – Das Schulhaus aus dem Jahr 1910 entspricht baulich den damaligen Anforderungen einer konfessionellen Trennung. Noch heute sind die beiden Eingänge, je nach Konfession, und eine Dorflehrerwohnungen gut sichtbar. Der hochmoderne Anbau entstand auf dem Grundriss der ehemaligen Ställe. Zu damaliger Zeit war es üblich, dass Lehrer sich zusätzlich mit eigener Viehhaltung ernährten. Gleichzeitig dienten die Ställe auch als Toiletten für die Schüler. Die Schule befindet sich am Ausgangspunkt der alten „Fuhrmannshohle“ (auch Fuhrmann Hohl[39]), die über den Hügelkamm Richtung Südwesten führt. Dieser Hohlweg ist mit aller Wahrscheinlichkeit Bestandteil der alten Handelsstraße Frankfurt-Leipzig.
- Kreuzweg um Aufenau mit Marienbildnissen (Informationen im katholischen Pfarramt)
- Ehemaliger Jüdischer Friedhof an der Münchener Straße.

### Vereine
Aufenau verfügt über eine Reihe von Vereinen, unter ihnen:
- SV Melitia Aufenau 1921 e. V.
- M&M Die Schlabbedabber 02 e. V., bekannt durch sein Männerballett
- Elternverein Zwergenstube e. V.
- MSC Aufenau 1964 e. V. DMV
- Schützenverein Aufenau
- Reit- und Fahrsportverein Wächtersbach e. V.

Neben den örtlichen Vereinen in Aufenau, gibt es eine Reihe von gesamt-gemeindlichen Vereinen in Wächtersbach.

### Regelmäßige Veranstaltungen

#### Aufenauer Kerb
Jedes Jahr am zweiten Augustwochenende findet die Aufenauer Kerb statt, eines der beliebtesten Volksfeste im Umkreis mit mehr als 10.000 Besuchern.
Traditionell findet die Kerb im Festzelt auf dem Festplatz neben der Kinzig statt. Zum Auftakt am Freitagabend spielen bekannte Bands der Region. Am Kerbsamstag wird der von den Bewohnern Aufenaus geschmückte Kerbbaum auf einem Festzug durchs Dorf gefahren und durch die Kerbburschen auf dem Festplatz aufgestellt. Das Losmachen der Aufrichteseile ist die Aufgabe des in die Burschenschaft neu aufgenommenen Mitglieds (Jungkerbbursch).
Am Montagvormittag ruht in Aufenau im Allgemeinen die Arbeit in den ansässigen Unternehmen, die Belegschaften treffen sich dann auf der Kerb zum traditionellen Wellfleischessen. Der Abschluss bildet am Kerbmontag das „Begraben“ der Kerb an einem durch die Kerbburschen ausgesuchten Ort, wo sie im darauffolgenden Jahr wieder ausgegraben werden muss.

#### Kinzigtal total
Jährlich werden von den Vereinen bei Kinzigtal total eine Vielzahl von kleineren Festen, Versorgungs- und Unterhaltungsständen entlang der durch den Ort laufenden Strecke ausgerichtet. Aufenau verwandelt sich dabei auf einer Strecke von 2,5 km in eine Partymeile. Besonders beliebt hierbei sind die Feststände der Freiwilligen Feuerwehr am Feuerwehrhaus sowie des Kneippvereins Eberborn e. V. in Ortsmitte.

#### Motocross
Nach Weltmeisterschaftsläufen 1998 und 2004 finden regelmäßig internationale Motocross-Rennen zur Deutschen Meisterschaft und zum Motocross Hessencup in verschiedener Kategorien auf dem beliebten Gelände des MSC-Aufenau 1964 e. V. im DMV statt. Hierzu wurde das Gelände, das sich abseits der Autobahn befindet, aufwändig umgestaltet und bietet neben zwei Zufahrten zum Fahrerlager Stellplätze für Teamfahrzeuge und Campingmobile an. Die Strecke gilt unter den Motoristi als ausgesprochen anspruchsvoll.

## Wirtschaft und Infrastruktur

### Öffentliche Einrichtungen

#### Kulturhaus Aufenau
Das später auf dem Grundstück des ehemaligen Raiffeisenmarktes in der Marienstraße errichtete Kulturhaus von Aufenau wurde aufgrund der sehr beschränkten Kapazitäten des alten Gemeindezentrums notwendig. Die Architektur, die vom Planungsbüro Erich Korn erarbeitet wurde, passt den Neubau ideal in die vorhandene Bausubstanz ein und ergibt mit dem alten Bürgermeisterhaus von Aufenau (heutiges Vereinshaus) eine sehr ansprechende Gesamtkomposition moderner regional angepasster Architektur. Die Innenaufteilung ermöglicht eine sehr vielfältige Nutzung, die Inneneinrichtung ist behinderten- und besonders seniorengerecht und durch verfahrbare Trennwände an verschiedene Anforderungen anpassbar. Obwohl in einer innerörtlichen Lage mit Randbebauung gelegen, sind dennoch ausreichende Parkplätze in unmittelbarer Nähe zu erreichen. Das Kulturhaus Aufenau stellt ein Musterbeispiel für den Bau von modernen Gemeindehäusern dar und wird in der gesamten Bevölkerung in Aufenau sehr gerne angenommen.

#### Freiwillige Feuerwehr
Die Freiwillige Feuerwehr Aufenau hat in Ortsmitte einen eigenen Stützpunkt. Gegründet wurde sie am 10. Dezember 1932, und am 28. April 1934 in das Vereinsregister unter der Nr. 10 des Amtsgerichts Bad Orb eingetragen. Eine der ersten Bewährungsproben für die neue Wehr war der große Schlossbrand in Wächtersbach, 1939. „… 1963 konnte die Freiwillige Feuerwehr das frei gewordene Pumpenhaus von der Gemeinde übernehmen …“.
Am 18. Juni 1971 gründete die Freiwillige Feuerwehr Aufenau eine Jugendfeuerwehr. Die Jugendfeuerwehr belegte in den 1990er Jahren wiederholt erste Plätze bei Stadtmeisterschaften. In den Jahren 1997/1998 haben die Aktiven des Vereins in Eigenleistung das Feuerwehrhaus erweitert.
Mehrmalig im Jahr finden gemeinsame Übungen mit den Feuerwehren Wächtersbach, Wittgenborn, Waldensberg und Leisenwald statt.

### Gewerbe und Industrie
Fachhandel, Leichtindustrie, Handwerk und Dienstleister sind in Aufenau angesiedelt. Besonders stark vertreten ist der Handel mit Kraftfahrzeugen. Durch die Sogwirkung der benachbarten Gemeinde Wächtersbach konnte sich der Einzelhandel nur schwer etablieren, Aufenau ist aber dennoch bekannt für die gute Ausstattung an Fachhandelsunternehmen vom Gartenbedarf bis zur Industrietechnik.
Seit 1995 verfügt Aufenau über ein attraktives Gewerbegebiet am Ortsrand, das kleinere Unternehmen anzieht. Hier stellte die Stadt Wächtersbach attraktives Gelände zur Verfügung, wo Gewerbe und Leichtindustrie sich ansiedeln kann.
Aufenau verfügt mit dem Kaufhaus Zöller über einen der letzten klassischen Kolonial- und Gemischtwarenhändler des frühen 20. Jahrhunderts, der noch heute in fast unveränderter Form noch in Betrieb ist. Der Einzelhändler mit Familientradition hat dabei eine wechselvolle Geschichte hinter sich.

### Landwirtschaft
Die bis in die 1960er Jahre den Ort prägende Landwirtschaft erlebte nach der Gebietsreform einen radikalen Umbruch. Heute bedienen einige wenige Vollerwerbsbetriebe im Bereich Schweinemast, Mutterkuhhaltung und Milcherzeugung den regionalen Markt. Der überwiegende Anteil der stark vertretenen Landwirtschaft sind Subsistenzbetriebe sowie Hobbyisten.
Durch die schwierigen topologischen Verhältnisse, die Stückelung der Erwerbsflächen und die geringe Größe ist eine kostendeckende Bewirtschaftung der Flächen schwierig, vor allem Ölsaaten und Getreidesorten von hoher Qualität sind nur schwer anzubauen. Insbesondere die Böden der Hanglagen des Spessarts sind durch die verwitterten Buntsandsteine schwierig zu bewirtschaften.
Die Bewirtschaftung von Kurzumtriebsplantagen auf Retentionsflächen und der Anbau von Miscanthus und die Aufforstung zur Gewinnung von Bioenergie könnte zukünftig die derzeit überwiegende Gewinnung von Grünfutter ergänzen. Hierzu wird in nächster Zukunft von einer privatwirtschaftlichen Betreibergesellschaft ein entsprechendes Biomasse-Heizkraftwerk in Wächtersbach errichtet.

### Verkehr

#### Straßen
Aufenau liegt an der ehemaligen Bundesstraße 40 (heute Landesstraße L 3216) und verbindet über die Kreisstraße 887 auf direktem Weg Bad Orb mit dem Kinzigtal. Zwischen den Anschlussstellen Bad Orb/Wächtersbach und Bad Soden-Salmünster gelegen, kann die nahegelegene A 66 sehr schnell westlich an der Anschlussstelle Eiserne Hand, bzw. östlich in Bad Soden-Salmünster erreicht werden. Die A 66 verbindet Frankfurt mit Fulda und stellt durch die Anbindung an die A 7 die wichtigste Verkehrsverbindung des Rhein-Main-Gebietes mit Ost- und Nordosthessen sowie Thüringen und Bayern dar.

#### Bahn
Über den Bahnhof Wächtersbach ist Aufenau an die Bahnstrecke Fulda–Hanau angebunden. Der hier verkehrende Regional-Express Fulda–Frankfurt (RE 50) sichert im Stundentakt Anschluss an die Verkehrsknotenpunkte Frankfurt (Main), Frankfurt (Main) Süd und Fulda. Hinzu kommt die Regionalbahn Wächtersbach–Frankfurt (RB 51). Der Bahnhof ist behindertengerecht ausgebaut.

#### Radwege
Aufenau liegt am Hessischen Radfernweg R3, dem Rhein-Main-Kinzig-Radweg, der quer durch Hessen, von Rüdesheim über Eltville (mit zwei Varianten), weiter über Frankfurt und Gelnhausen nach Fulda führt. Auch an den Vogelsberger Südbahnradweg ist Aufenau angeschlossen.

#### Nahverkehr
Mit der Buslinie – MKK-76, Birstein – Wächtersbach – Bad Soden-Salmünster ist der Ortsteil mit den Gemeinden in Kinzig- und Brachttal und darüber hinaus verbunden.
Die Buslinie – MKK-81 verbindet den Ortsteil mit der Kernstadt sowie der Nachbargemeinde Bad Orb.
Die zuletzt geschaffene Linie MKK-86 verbindet im Zwei-Stunden-Takt (am Wochenende im Vier-Stunden-Takt) mit den Nachbargemeinden Bad Orb und Bad Soden-Salmünster. Sie bedient in Aufenau zwei Haltestellen und wird mit Fahrradheckträgern ausgestattet.

### Freizeit und Tourismus

#### Erholungsort
Aufenau ist ein staatlich anerkannter Erholungsort. Der Ort verfügt neben einem Hotel und mehreren Pensionen über eine Anzahl von privat angebotenen Fremdenzimmern und bietet damit dem anspruchsvollen wie auch dem preisbewussten Gast angenehme Unterkunftsmöglichkeiten. Die Unterbringung in Aufenau ist aufgrund der Nähe zu den Kurstädten Bad Orb und Bad Soden-Salmünster mit ihren Kuranlagen für Kurgäste und Wellness-Gäste sehr beliebt. Aufenau verfügt außerdem über eine eigene Kneippanlage für Kaltwasseranwendungen und liegt in günstiger Lage für ausgedehnte Wanderungen und verfügt über Nordic-Walking-Strecken verschiedener Schwierigkeitsgrade.

#### Kneippanlage
Seit einigen Jahren verfügt Aufenau mit einer öffentlich zugänglichen Kneippanlage über die Möglichkeit, hydrotherapeutische Anwendungen zu nutzen. Die Anlage erfreut sich von Frühling bis in die Frostperiode hinein größter Beliebtheit und zieht auch Besucher von außerhalb an. Der Wasserversorgung der Anlage dient natürlich vorhandenes Quellwasser, aus dem oberhalb von Aufenau liegenden Eberborn. Die Pflege der Anlage hat die Stadt Wächtersbach an den Kneippverein Eberborn e. V. übertragen.

#### Fahrrad
Einerseits ist Aufenau über die oben genannten überregionalen Radwege R3 und Vogelsberger Südbahnradweg. Andererseits sind Rundwanderwege im Naturpark Spessart sowie der bei Mountainbike-Fahrern sehr beliebte Eselsweg leicht zu erreichen. Der untere Vogelsberg lädt ebenfalls zur Touren mit dem Rad ein.
Während der Veranstaltung Kinzigtal total verwandelt sich Aufenau in eine Partymeile, auf der von den verschiedenen Vereinen Veranstaltungen angeboten werden. Jährlich besuchen etwa 250.000 Besucher dieses größte Straßenfest Hessens. Durch die zentrale Lage zwischen dem Streckenbeginn an der Kinzigquelle in Sterbfritz und der Kinzigmündung in Hanau bietet Aufenau die optimale Ausgangsposition für Touren in beide Richtungen. Links zu der jährlichen Veranstaltung weiter unten im Linkbereich.

#### Wandern
- Panoramaweg

Zu Fuß oder mit dem Mountainbike geht man auf den Panoramaweg, ein Wanderweg der Aufenau und die anderen Talgemeinden der Stadt Wächtersbach umfasst, also die Kernstadt, Hesseldorf, Neudorf und Weilers verbindet. Benannt ist er nach den Panorama-Blicken, die man jeweils von etwas höher gelegenen Punkten des Weges, hinweg über die breite Ebene von Kinzig und Bracht genießen kann. Vier dieser Panoramen werden besonders hervorgehoben. Der Weg überquert zweimal die Kinzig und einmal die Bracht. Die Länge von ca. 20 km kann auch in Etappen genommen werden, der Weg selbst bewegt sich zwischen 130 und 140 m und ist unschwierig.

Spessartspuren

- Spessartspur – Aufenauer Berg- und Tal-Spur

Spessartspuren sind kurze und einfache Wanderwege, die eher unter das Stichwort Spazierwandern einzuordnen sind. In Aufenau ist im Sommer 2021 die Spessartspur Aufenauer Berg- und Tal-Spur eröffnet worden. Der 10, 5 km lange Rundweg, mit Ausgangs- und Zielpunkt dem Parkplatz beim Gasthof Zur Quelle, führt auf den Eisenberg, oberhalb von Aufenau und Bad Orb und durch das Naturschutzgebiet Zelleraue.

## Persönlichkeiten
Mit Aufenau verbundene Persönlichkeiten
- Johann Forstmeister von Gelnhausen, erhielt 1365 das Lehen über Aufenau, mit Neudorf, Hain bei Wächtersbach und Kinzighausen. Die Familie der Forstmeister von Gelnhausen blieb bis 1782 im Besitz von Aufenau[49].
- Nicolaus Adnot (1798–1869), Unternehmer (ursprünglich Schweizer Sprachlehrer), gründete 1863 in Aufenau die erste deutsche Käserei, die französische Käsesorten wie Brie, Blauschimmel und Neufchateller herstellte. Die Fabrikation wurde von Louis Prinz fortgeführt und ausgebaut.
- Louis Prinz (1835–1904), Wächtersbacher Kaufmann, erwarb die ehemals von Nikolaus Adnot gegründete Käserei in Aufenau. Er baute sie aus und führte sie um die Jahrhundertwende, mit bis zu 30 Beschäftigten und einer großen Palette an Qualitätsweichkäse zu großer Blüte, mit vielen nationalen und internationalen Preisen[12][50]. Er erweiterte das Geschäft auch durch einen Nebenbetrieb in Bad Soden-Salmünster und eine Molkerei in Heinrichsthal bei Radeberg in Sachsen, die heutigen Heinrichsthaler Milchwerke[51].
- Ludwig Nüdling (1874–1947), der katholische Priester und Heimatdichter wirkte von 1907 bis 1919 als Pfarrer in Aufenau. Diese Zeit war eine besonders fruchtbare Periode auch im dichterischen und literarischen Schaffen Nüdlings[49]. Sein Das Opfer Abrahams wurde von Pfarrer Alfons Lins im benachbarten Bad Orb inszeniert und mehrfach aufgeführt[52]. Eine Nüdlingstraße im Ort und das Nüdling-Museum, im alten Pfarrhaus der katholischen Gemeinde, erinnern an ihn.

## Trivia
- Die Hauptstraße unterteilt sich in zwei Abschnitte: Die Leipziger Straße beginnt in Ortsmitte, hinter der Kirche und verläuft nach Osten, während die Frankfurter Straße, ebenfalls an der Kirche beginnend, Richtung Westen verläuft. Durch diesen Umstand spricht man auch im Ort vom sogenannten Unterdorf (dem Bereich der Frankfurter Straße) und dem Oberdorf (dem Bereich der Leipziger Straße). Zwischen beiden Ortshälften gab es in der Vergangenheit immer kleinere Sticheleien.
- Bei der Gebietsreform musste Aufenau seinen Status als eigenständige Gemeinde aufgeben. Man versuchte damals, Stadtteil von Bad Orb zu werden, dies wurde jedoch vom Orber Bürgermeister schnippisch abgelehnt. Nur sehr widerwillig ließ man sich nach Wächtersbach eingemeinden und noch heute steht Aufenau gegenüber den übrigen Stadtteilen nach. Trotz der hohen Einwohnerzahl verfügt Aufenau z. B. weder über einen allgemeinpraktizierenden Arzt noch über eine Apotheke. Nach der Schließung der Sparkassenfiliale verfügt Aufenau nicht einmal mehr über einen Bankautomaten.
- Auf dem Aufenauer Berg, über den auch die A66 läuft, kann, im Wald nahe Bad Orb, die historische Grenze zu Kurmainz in Form von Grenzsteinen ausgemacht werden. Hier verlief bis 1866 die nordwestliche Grenze des Königreichs Bayern. Der Orber Grenzsteinweg, ein ausgewiesener Wanderweg, führt entlang dieser ehemaligen Herrschaftsgrenze, die heute (unsichtbar) die Gemarkungen Bad Orb und Wächtersbach trennt.